# Ursulinen

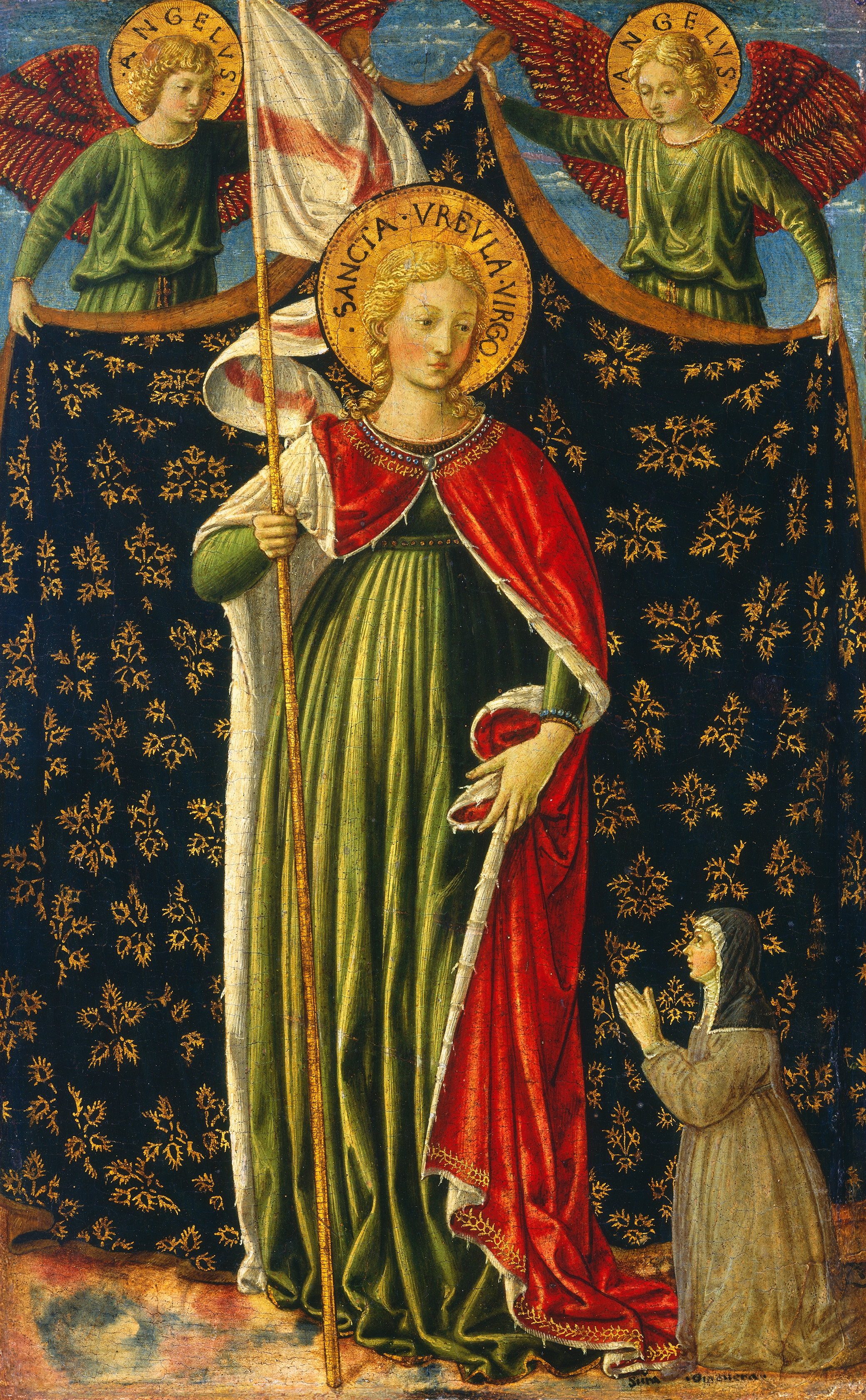
Sint-Ursula

De Orde van de Ursulinen (Latijn: Ordo Sanctae Ursulae; O.S.U.) is een katholieke vrouwelijke kloosterorde die in 1535 door Angela Merici (1474-1540) te Brescia werd gesticht en als beschermheilige Ursula van Keulen kreeg. De stichting van de orde werd door de bisschop van Brescia in 1536 goedgekeurd en vervolgens ook door paus Paulus III (1468-1549) met de bul Regimini Universalis Ecclesiae van 9 juni 1544. Paus Leo XIII (1878-1903) verzocht een groot aantal ursulinenkloosters zich aaneen te sluiten. Daaruit ontstond de naam "Ursulinen van de Romeinse Unie". De vele vertakkingen van de orde van ursulinen dragen de verzamelnaam "Dochters van Sint Angela", en telden anno 2005 wereldwijd circa 13.000 leden in totaal.

## Geschiedenis
Na de dood van de stichteres verspreidde de "Compagnie van de heilige Ursula" zich snel. De ursulinen vestigden zich vanuit Italië in Frankrijk, Duitsland, België, Nederland en Zwitserland.  In 1612 werden de ursulinen, die zich aan het opvoeden en onderwijzen van meisjes wijdde en vanaf 1645 scholen stichtte, tot orde verheven, in eerste instantie onder de naam "Dochters van Sint Angela". Deze overkoepelende naam dragen de wereldwijde vertakkingen nog steeds. 
Vanaf de 17e eeuw waren de zusters ook in Noord-Amerika actief. Nadat in de Franse Tijd in West- en Midden-Europa de meeste kloostergemeenschappen waren opgeheven, ontstonden in de 19e eeuw nieuwe stichtingen, in de vorm van congregaties. Nieuwe kloosters en scholen ontstonden in België, Duitsland en Nederland. Stuwende kracht achter de heroprichting in België was de Tildonkse dorpspastoor Joannes Lambertz, die in 1818 een deel van zijn pastorie omvormde tot dorpsschool. De Ursulinen van Tildonk volgden sinds 1832 de derde regel van Augustinus. Ze werkten een unieke formule uit: gratis volksonderwijs, gecombineerd met betaald kostschoolonderwijs. 
In 1850 vestigden de Ursulinen van Tildonk zich op aandringen van mgr. Louis Rutten in Maastricht. Hierdoor zou hun bewaarschool uitgroeien tot instituten voor lager-, middelbaar- en kweekschoolonderwijs. Vanuit Tildonk werden meer dan veertig andere kloosters opgericht, in Nederland was dat onder meer in Boxtel, Eijsden, Grubbenvorst, Maastricht, Nijmegen, Sittard, Uden en Venray.
Sedert 1855 waren ursulinen ook actief in de missie in Nederlands-Indië. Ze waren er de eerste vrouwelijke religieuzen, in 1859 gevolgd door de Jezuïeten, de eerste mannelijke religieuzen aldaar. In de 19e eeuw slaagden zes zusters en een moeder-overste erin om in Batavia in de wijk Noordwijk een school op te richten, het Groote Klooster. In de 19e en 20e eeuw zijn er kloosters voortgekomen vanuit Noordwijk, achtereenvolgens in 1859 Weltevreden (ook Postweg, Kleine Klooster of Djakarta Djalan Pos genoemd), in 1863 in Soerabaja (Kepadjan), in 1902 in Buitenzorg, in 1906/1907 Bandoeng (Merdeka) en in 1927 Batavia-Theresia in Soerabaja. In 1908 waren in Nederlands-Indië 90 zusters ursulinen werkzaam. Vanuit het klooster in Soerabaja kwamen weer drie nieuwe stichtingen voort: in 1900 in Malang, in 1914 in Madioen, en Soerabaya-Darmo in 1922. Ook uit de stichtingen in Bandoeng en Weltevreden zijn weer nieuwe stichtingen voortgekomen.  
De Ursulinen van Bergen, in 1898 gesticht voor het bisdom Haarlem, vormen een eigen congregatie. In België hadden/hebben ze scholen in Bergen, opgericht in 1633, in Mechelen (Ursulinen Mechelen), in Tildonk het Sint-Angela-Instituut), in Onze-Lieve-Vrouw-Waver sinds 1841 het Sint-Ursula-Instituut. Verder in Lier het Sint-Ursula-Instituut, in Londerzeel het Virgo Sapiens Instituut, in Wilrijk het Sint-Ursula-Instituut en het Sint-Angela instituut in Ternat. 
De congregatie van Ursulinen van de Romeinse Unie telde in 2005 nog 2312 leden. In december 2023 waren dat er 1396. In 1986 verlieten de zusters het klooster in Nijmegen. Het Odaklooster in Venray werd april 2023 definitief gesloten. Per november dat jaar startte de verkoop van in totaal 13 woningen die in dat klooster via het project "Steenvlinder" werden gerealiseerd. Het Ursulinenklooster de Bisweide te Grubbenvorst werd een zorgcentrum voor zusters ursulinen. In 2000 werd dit zorgcentrum ook opengesteld voor oudere inwoners in de omgeving van Grubbenvorst. In 2005 telde de congregatie van Ursulinen van de Romeinse Unie 2312 leden.  
In het voormalig ursulinenklooster Eijsden is het Internationaal Museum voor Familiegeschiedenis gevestigd, waarin een kamer gewijd is aan de geschiedenis van de ursulinen. 